# مصطفى أمين الأعظمي
السيد مصطفى بن السيد أمين بن السيد سلمان بن السيد محمد جلبي الأعظمي، وهو من أعيان العراق في الأعظمية في بغداد، ولد في محلة السفينة في عام 1302هـ/1884م، ونشأ فيها وتعلم القرآن في الكتاتيب ثم أنتسب لكلية الإمام الأعظم، ولم يكمل الدراسة فيها فأنصرف إلى مهنة الزراعة مع والدهِ، ولديه ثلاثة اخوة واخت واحدة هم السيد إبراهيم والسيدة امينة والسيد حمدي والسيد احمد أبناء السيد امين بن السيد سلمان الاعظمي. السيد إبراهيم والد الدكتور عبد الجبار (والد السيد ياسين) الذي كان طبيبا معروفا في النمسا وسويسرا والمملكة العربية السعودية والعراق. اما السيد حمدي والد السيد بشير الاعظمي كان حاكماً ومعروف بأسم بشير الحاكم في منطقة السفينة في الأعظمية.
كان مصطفى أمين الاعظمي رجلاً ذكياً حازماً مبدعاً، لقد أسس مع أخيهِ السيد حمدي أمين الاعظمي مشروع إسالة الماء في منطقة الأعظمية في عام 1922م، ثم أنتخب رئيساً لبلدية الأعظمية عام 1923م، وبعد ذلك قام بإنشاء مشروع كهرباء الأعظمية عام 1925م وتم إصدار تشريع من ملك العراق حينها بموافقة مجلسي الاعيان والنواب لتصديق مقاولة امتياز كهرباء الاعظمية بتاريخ 1933/6/19 وهذا منشور في قاعدة التشريعات العراقية. وقد تم هذا بمساعدة أخوته السيد إبراهيم والسيد حمدي والسيد احمد. 
السيد مصطفى بن السيد امين كان رجلاً مثقفاً وأديباً مسموع الكلمة ولهُ مجلساً حافلاً بالفضلاء من رجال الأعمال والمصالح ويحضرهُ رجال الصحافة والأدب.

## وفاته
توفي مصطفى أمين في عام 1354هـ/1935م، وشيع في موكب كبير ودفن في مقبرة الخيزران.